# Sara Gilliard
Sara Gilliard född 1978, är en svensk poet. Hon debuterade 2002 med diktsamlingen Nattfåglar och har medverkat med dikter i bland annat Lyrikvännen och Artes samt i antologin Mujeres en el norte. Trece poetas suecas (dikter i översättning till spanska av René Vázquez Díaz, 2011).

## Priser och utmärkelser
- Svenska Akademiens stipendium ur Stina och Erik Lundbergs stiftelse 2012